# 10"/50 морская пушка
10"/50 морская пушка — 254-мм орудие, разработанное британской компанией Виккерс. Принято на вооружение в 1908 году. Этими орудиями был вооружён броненосный крейсер «Рюрик II» Российского императорского флота. В дальнейшем производились Обуховским заводом для замены расстрелянных стволов. Орудия применялись в Первой мировой войне.

## Создание
Общий проект 10"/50 орудия, разработанный Бринком, был передан «Виккерс» для выяснения возможности его адаптации к технологиям компании, ранее изготовлением тяжелых орудий принятой в русском флоте конструкции не занимавшейся — английская практика скрепления основывалась на проволочной конструкции, которой отдавало предпочтение Британское Адмиралтейство, в то время как в русском была принята система скрепления тяжелых орудий цилиндрами и кольцами. Инженерами фирмы были разработаны пять вариантов проекта орудия, различавшихся лишь деталями устройства, после чего МТК утвердил один из них в качестве основного.
Конструктивно орудие следовало традиционному для русской морской артиллерии типу и, как и 10" модель 1892 года, состояло из внутренней трубы, скрепленной двумя рядами длинных цилиндров (первый шёл до дула, второй на 1/3 длины до него не доходил), поверх  надевался кожух. Нарезка, как и у 10"/45 прототипа, была постоянной крутизны, с углом наклона в 6°, ход нарезов равнялся 30 калибрам. Нарезная часть длиной 10 249 мм имела 60 нарезов (у 10"/45 орудия — 68). Общая масса ствола с 620-кг  затвором составляла 27 846 кг.